# Spazio Lp
In matematica, e più precisamente in analisi funzionale, lo spazio {\displaystyle L^{p}} è lo spazio delle funzioni a p-esima potenza sommabile. Si tratta di uno spazio funzionale i cui elementi sono particolari classi di funzioni misurabili.
Lo spazio delle successioni a p-esima potenza sommabile è inoltre detto spazio {\displaystyle l^{p}}. In particolare, lo spazio l2 delle successioni a quadrato sommabile rappresenta un caso di notevole importanza.
Gli spazi {\displaystyle L^{p}}, con {\displaystyle 1\leq p\leq \infty }, sono spazi di Banach. In particolare, {\displaystyle L^{2}} è anche uno spazio di Hilbert.

## Definizione
Sia {\displaystyle (X,{\mathfrak {M}},\mu )} uno spazio di misura e sia {\displaystyle 1\leq p\leq \infty }. Sia inoltre {\displaystyle f\colon X\longrightarrow \mathbb {R} } una funzione misurabile. Si distinguono i seguenti due casi.

### Casopfinito
Si definisce norma p-esima o norma {\displaystyle L^{p}} di {\displaystyle f} il numero
{\displaystyle \|f\|_{p}=\left(\int _{X}|f|^{p}d\mu \right)^{\frac {1}{p}}.}
Valgono le seguenti due proprietà: l'omogeneità rispetto al prodotto per scalare, 
{\displaystyle \|\lambda f\|_{p}=|\lambda |\|f\|_{p},}
e la disuguaglianza triangolare,
{\displaystyle \|f+g\|_{p}\leq \|f\|_{p}+\|g\|_{p}.}
Lo spazio {\displaystyle L^{p}(X,{\mathfrak {M}},\mu )=\{f:X\longrightarrow \mathbb {R} {\text{ misurabili}}:\Vert f\Vert _{p}<\infty \}} delle funzioni misurabili con norma {\displaystyle L^{p}} finita, indicato anche come {\displaystyle L^{p}(X)}, {\displaystyle L^{p}(\mu )} o solo {\displaystyle L^{p}} risulta essere, per le suddette proprietà della norma {\displaystyle \Vert \cdot \Vert _{p}}, uno spazio vettoriale reale. Le funzioni in {\displaystyle L^{p}} si dicono a p-esima potenza sommabile. In particolare, dalla disuguaglianza triangolare segue che la somma di due o più funzioni {\displaystyle p}-sommabili è ancora {\displaystyle p}-sommabile. A rigore, la norma {\displaystyle \Vert \cdot \Vert _{p}} è una seminorma a causa della presenza di funzioni nulle quasi ovunque. Per rendere {\displaystyle \Vert \cdot \Vert _{p}} una norma si definisce {\displaystyle f=g} se {\displaystyle \Vert f-g\Vert _{p}=0}, cioè due funzioni sono equivalenti se sono uguali quasi ovunque. L'insieme quoziente rispetto a questa relazione d'equivalenza è ancora uno spazio vettoriale, su cui la seminorma risulta essere una norma a tutti gli effetti. Questo spazio normato è lo spazio {\displaystyle L^{p}}. Poiché tale norma risulta essere completa, esso è inoltre uno spazio di Banach. 

### Casopinfinito
Se {\displaystyle f\colon X\longrightarrow \mathbb {R} } è una funzione misurabile, allora definiamo la sua norma del sup essenziale o norma infinito
{\displaystyle \|f\|_{\infty }=\inf\{C\geq 0:|f(x)|\leq C{\text{ quasi ovunque}}{\big \}},}
con la convenzione {\displaystyle \inf \emptyset =+\infty }. Se definiamo 
{\displaystyle L^{\infty }(X)=\{f:X\longrightarrow \mathbb {R} {\text{ misurabili}}:\Vert f\Vert _{\infty }<\infty \},}
e come sopra definiamo come equivalenti due funzioni quasi ovunque uguali, {\displaystyle \Vert \cdot \Vert _{\infty }} è una norma su {\displaystyle L^{\infty }(X)} che risulta essere uno spazio di Banach.  
La norma infinito non va confusa con la norma uniforme, e per questo a volte si preferisce usare la notazione 
{\displaystyle \Vert f\Vert _{\infty }={\text{ess sup}}_{X}\,\vert f\vert .}
Tale ambiguità si giustifica osservando che se {\displaystyle f\in L^{\infty }} allora esiste un insieme di misura nulla {\displaystyle E\subset X} tale che
{\displaystyle {\text{ess sup}}_{X}\,\vert f\vert ={\text{sup}}_{X\setminus E}\,\vert f\vert .}
Il nome di "norma infinito" deriva dal fatto che se {\displaystyle 1\leq p<\infty } e {\displaystyle f\in L^{p}\cap L^{\infty }}, allora 
{\displaystyle \Vert f\Vert _{\infty }=\lim _{p\rightarrow +\infty }\Vert f\Vert _{p}.}

### Generalizzazioni
Gli spazi {\displaystyle L^{p}} possono essere definiti anche prendendo come insieme di valori il campo dei numeri complessi. In questo caso lo spazio {\displaystyle L^{p}} può essere indicato con {\displaystyle L^{p}(X,\mathbb {C} )}. Una generalizzazione più accentuata considera funzioni a valori in un generico spazio di Banach {\displaystyle E}. In tal caso, la norma p-esima è definita come
{\displaystyle \|f\|_{p}=\left(\int _{X}\|f(x)\|^{p}dx\right)^{\frac {1}{p}},}
dove l'integranda è la potenza p-esima della norma dello spazio {\displaystyle E}. Similmente, si generalizza la norma del sup essenziale.

## Lo spaziolp
Consideriamo lo spazio di misura {\displaystyle (\mathbb {N} ,{\mathcal {P}}(\mathbb {N} ),\mu )}, con {\displaystyle \mu (A)=\#A} la misura del conteggio. Si denota con {\displaystyle \ell ^{p}} lo spazio {\displaystyle L^{p}} associato a tale spazio di misura, ovvero l'insieme delle successioni {\displaystyle x=\{\xi _{n}\}} tali che
{\displaystyle \|x\|_{p}=\left(\sum _{n=1}^{\infty }|\xi _{n}|^{p}\right)^{\frac {1}{p}}<\infty .}
Vi sono tre casi particolarmente importanti:
- {\displaystyle \ell ^{1}} è lo spazio delle successioni la cui serie converge assolutamente;
- {\displaystyle \ell ^{2}} è lo spazio delle successioni a quadrato sommabili;
- {\displaystyle \ell ^{\infty }} è lo spazio delle successioni limitate.

Lo spazio {\displaystyle \ell ^{p}} è uno spazio di Banach e, per {\displaystyle 1\leq p<\infty }, separabile.

## Proprietà degli spaziLp
Nel seguito si espongono le principali proprietà che caratterizzano gli spazi {\displaystyle L^{p}}.

### Il casop=2
Nello spazio {\displaystyle L^{2}(X,\mathbb {C} )} delle funzioni a quadrato sommabili, la norma è indotta dal prodotto interno:
{\displaystyle \langle f,g\rangle =\int _{X}{\overline {f(x)}}g(x)dx}
e quindi {\displaystyle L^{2}} è uno spazio di Hilbert. Il caso {\displaystyle p=2} è molto particolare, dal momento che {\displaystyle L^{2}} è l'unico spazio di Hilbert tra gli spazi {\displaystyle L^{p}}.

### Dualità
Se {\displaystyle 1<p<\infty } allora lo spazio duale continuo di {\displaystyle L^{p}}, definito come lo spazio di tutti i funzionali lineari continui, è isomorfo in modo naturale a {\displaystyle L^{q}}, dove {\displaystyle q} è tale che:
{\displaystyle {\frac {1}{p}}+{\frac {1}{q}}=1.}
Usando la notazione di Dirac, tale isomorfismo canonico associa a {\displaystyle f\in L^{q}} il funzionale
{\displaystyle \langle f\vert g\rangle =\int _{X}{\bar {f}}g\;{\mbox{d}}\mu .}
Poiché la relazione {\displaystyle 1/p+1/q=1} è simmetrica allora {\displaystyle L^{p}} è uno spazio riflessivo: il duale continuo del duale continuo di {\displaystyle L^{p}}, detto spazio biduale, è isometrico a {\displaystyle L^{p}}.
Per {\displaystyle p=1} il duale di {\displaystyle L^{1}} è isomorfo a {\displaystyle L^{\infty }} nel caso in cui {\displaystyle X} sia uno spazio {\displaystyle \sigma }-finito. Non è valido il viceversa: il duale di {\displaystyle L^{\infty }} è uno spazio vettoriale "più grande" di {\displaystyle L^{1}} e per questo motivo {\displaystyle L^{1}} non è riflessivo. Ad esempio, sia {\displaystyle f\mapsto \langle f\vert } l'immersione canonica di {\displaystyle L^{1}(\mathbb {R} )} nel duale di {\displaystyle L^{\infty }(\mathbb {R} )}. Osserviamo che l'applicazione {\displaystyle g\mapsto g(0)}, con {\displaystyle g\in L^{\infty }}, appartiene al duale continuo di {\displaystyle L^{\infty }}. Supponiamo, per assurdo, che esista una funzione {\displaystyle \delta \in L^{1}} tale che {\displaystyle \langle \delta \vert g\rangle =g(0)} per ogni {\displaystyle g\in L^{\infty }}. Notiamo che per ogni {\displaystyle n\geq 1}
{\displaystyle \langle \delta \vert 1\rangle =\langle \delta \vert {\mathit {1}}_{(-1/n,1/n)}\rangle =1.}
Tuttavia, per il teorema della convergenza dominata
{\displaystyle 1=\lim _{n\rightarrow +\infty }\int _{\mathbb {R} }{\bar {\delta }}(x){\mathit {1}}_{(-1/n,1/n)}(x)dx=0.}
Si ottiene così un assurdo.
Il duale di {\displaystyle L^{\infty }(\mu )} è uno spazio un po' più difficile da definire. Si dimostra che se {\displaystyle (X,{\mathfrak {M}},\mu )} è uno spazio di misura allora il duale di {\displaystyle L^{\infty }(\mu )} è isomorfo allo spazio di tutte le misure finitamente additive e assolutamente continue rispetto a {\displaystyle \mu }.

#### La disuguaglianza di Hölder
Siano {\displaystyle p>1} e {\displaystyle p'>1} due esponenti coniugati, ovvero due numeri reali tali che
{\displaystyle {\frac {1}{p}}+{\frac {1}{p'}}=1.}
Se {\displaystyle p=1} allora per convenzione {\displaystyle p'=\infty }. Se {\displaystyle f\in L^{p}} e {\displaystyle g\in L^{p'}} allora {\displaystyle fg\in L^{1}} e
{\displaystyle \|fg\|_{1}\leq \|f\|_{p}\|g\|_{p'}.}
Esplicitando la norma p-esima si ottiene la scrittura equivalente
{\displaystyle \int _{X}fgd\mu \leq \left[\int _{X}f^{p}d\mu \right]^{1 \over p}\left[\int _{X}g^{p'}d\mu \right]^{1 \over {p'}}.}

### Separabilità
Rispetto alla misura di Lebesgue lo spazio {\displaystyle L^{p}(\mathbb {R} ^{n})}, con  {\displaystyle 1\leq p<\infty }, è separabile. Ad esempio, se {\displaystyle {\mathcal {B}}} è una base numerabile di {\displaystyle \mathbb {R} ^{n}} allora un suo sottoinsieme numerabile denso è costituito dall'insieme delle funzioni del tipo 
{\displaystyle s(x)=\sum _{j=i}^{n}a_{j}\chi _{B_{j}}(x)}
con {\displaystyle a_{j}\in \mathbb {Q} } e {\displaystyle B_{j}\in {\mathcal {B}}}.
Lo spazio {\displaystyle L^{\infty }} non è invece separabile in nessun caso se la cardinalità di {\displaystyle X} è infinita.

## Relazioni di inclusione tra spaziLp
Si può provare, sfruttando la disuguaglianza di Hölder, che se la misura di {\displaystyle X} è finita allora al crescere di {\displaystyle p} lo spazio {\displaystyle L^{p}} "decresce", ovvero {\displaystyle L^{p}\supset L^{q}} per ogni {\displaystyle p<q\leq \infty }. Infatti se  {\displaystyle q=\infty } allora
{\displaystyle \Vert f\Vert _{p}^{p}=\int _{X}\vert f\vert ^{p}d\mu \leq \Vert f\Vert _{\infty }^{p}\int _{X}d\mu \leq \Vert f\Vert _{\infty }^{p}\mu (X),}
mentre se {\displaystyle q<+\infty } allora per Hölder
{\displaystyle {\begin{aligned}\Vert f\Vert _{p}^{p}&=\int _{X}1\cdot \vert f\vert ^{p}d\mu \leq \Vert \,\vert f\vert ^{p}\Vert _{q/p}\Vert 1\Vert _{q/(q-p)}\\&=\Vert f\Vert _{q}^{p}\mu (X)^{(q-p)/q}\end{aligned}}.}
Per esempio, la funzione
{\displaystyle f(x)={\frac {1}{\sqrt {x}}}}
appartiene {\displaystyle L^{p}{\bigl (}(0,1){\bigr )}} per ogni {\displaystyle p<2}. Segue inoltre, dalle disuguaglianze sopra esibite, che l'inclusione di {\displaystyle L^{q}} in {\displaystyle L^{p}} è una funzione continua.